# Campeonato Mundial de Ironman 70.3
El Campeonato Mundial de Ironman 70.3 es la máxima competición internacional de Ironman 70.3. Es organizado desde 2006 por World Triathlon Corporation.

## Ediciones
| N.º  | Año  | Sede               | País           |
| ---- | ---- | ------------------ | -------------- |
| I    | 2006 | Clearwater         | Estados Unidos |
| II   | 2007 | Clearwater         | Estados Unidos |
| III  | 2008 | Clearwater         | Estados Unidos |
| IV   | 2009 | Clearwater         | Estados Unidos |
| V    | 2010 | Clearwater         | Estados Unidos |
| VI   | 2011 | Henderson          | Estados Unidos |
| VII  | 2012 | Henderson          | Estados Unidos |
| VIII | 2013 | Henderson          | Estados Unidos |
| IX   | 2014 | Mont-Tremblant     | Canadá         |
| X    | 2015 | Zell am See        | Austria        |
| XI   | 2016 | Mooloolaba         | Australia      |
| XII  | 2017 | Chattanooga        | Estados Unidos |
| XIII | 2018 | Nelson Mandela Bay | Sudáfrica      |
| XIV  | 2019 | Niza               | Francia        |
| XV   | 2021 | St. George         | Estados Unidos |
| XVI  | 2022 | St. George         | Estados Unidos |
| XVII | 2023 | Lahti              | Finlandia      |

## Palmarés

### Masculino
| N.º  | Año  | Sede                            | Oro                            | Plata                          | Bronce                           |
| ---- | ---- | ------------------------------- | ------------------------------ | ------------------------------ | -------------------------------- |
| I    | 2006 | Clearwater ( Estados Unidos)    | Craig Alexander Australia      | Simon Lessing Reino Unido      | Richie Cunningham Australia      |
| II   | 2007 | Clearwater ( Estados Unidos)    | Andy Potts Estados Unidos      | Oscar Galíndez Argentina       | Andrew Johns Reino Unido         |
| III  | 2008 | Clearwater ( Estados Unidos)    | Terenzo Bozzone Nueva Zelanda  | Andreas Raelert · Alemania     | Richie Cunningham Australia      |
| IV   | 2009 | Clearwater ( Estados Unidos)    | Michael Raelert · Alemania     | Daniel Fontana · Italia        | Matthew Reed Estados Unidos      |
| V    | 2010 | Clearwater ( Estados Unidos)    | Michael Raelert · Alemania     | Filip Ospalý · República Checa | Timothy O'Donnell Estados Unidos |
| VI   | 2011 | Henderson ( Estados Unidos)     | Craig Alexander Australia      | Chris Lieto Estados Unidos     | Jeff Symonds · Canadá            |
| VII  | 2012 | Henderson ( Estados Unidos)     | Sebastian Kienle · Alemania    | Craig Alexander Australia      | Bevan Docherty Nueva Zelanda     |
| VIII | 2013 | Henderson ( Estados Unidos)     | Sebastian Kienle · Alemania    | Terenzo Bozzone Nueva Zelanda  | Joe Gambles Australia            |
| IX   | 2014 | Mont-Tremblant · ( Canadá)      | Javier Gómez Noya · España     | Jan Frodeno · Alemania         | Tim Don Reino Unido              |
| X    | 2015 | Zell am See · ( Austria)        | Jan Frodeno · Alemania         | Sebastian Kienle · Alemania    | Javier Gómez Noya · España       |
| XI   | 2016 | Mooloolaba ( Australia)         | Timothy Reed Australia         | Sebastian Kienle · Alemania    | Ruedi Wild · Suiza               |
| XII  | 2017 | Chattanooga ( Estados Unidos)   | Javier Gómez Noya · España     | Ben Kanute Estados Unidos      | Tim Don Reino Unido              |
| XIII | 2018 | Nelson Mandela Bay ( Sudáfrica) | Jan Frodeno · Alemania         | Alistair Brownlee Reino Unido  | Javier Gómez Noya · España       |
| XIV  | 2019 | Niza ( Francia)                 | Gustav Iden · Noruega          | Alistair Brownlee Reino Unido  | Rodolphe Von Berg Estados Unidos |
| XV   | 2021 | St. George ( Estados Unidos)    | Gustav Iden · Noruega          | Sam Long Estados Unidos        | Daniel Bækkegård Dinamarca       |
| XVI  | 2022 | St. George ( Estados Unidos)    | Kristian Blummenfelt · Noruega | Ben Kanute Estados Unidos      | Magnus Ditlev Dinamarca          |
| XVII | 2023 | Lahti · ( Finlandia)            | Rico Bogen · Alemania          | Frederic Funk · Alemania       | Jan Stratmann · Alemania         |

### Femenino
| N.º  | Año  | Sede                            | Oro                              | Plata                           | Bronce                          |
| ---- | ---- | ------------------------------- | -------------------------------- | ------------------------------- | ------------------------------- |
| I    | 2006 | Clearwater ( Estados Unidos)    | Samantha McGlone · Canadá        | Lisa Bentley · Canadá           | Mirinda Carfrae Australia       |
| II   | 2007 | Clearwater ( Estados Unidos)    | Mirinda Carfrae Australia        | Samantha McGlone · Canadá       | Leanda Cave Reino Unido         |
| III  | 2008 | Clearwater ( Estados Unidos)    | Joanna Zeiger Estados Unidos     | Mary Beth Ellis Estados Unidos  | Becky Lavelle Estados Unidos    |
| IV   | 2009 | Clearwater ( Estados Unidos)    | Julie Dibens Reino Unido         | Mary Beth Ellis Estados Unidos  | Magali Tisseyre · Canadá        |
| V    | 2010 | Clearwater ( Estados Unidos)    | Jodie Swallow Reino Unido        | Leanda Cave Reino Unido         | Magali Tisseyre · Canadá        |
| VI   | 2011 | Henderson ( Estados Unidos)     | Melissa Rollison Australia       | Karin Thürig · Suiza            | Linsey Corbin Estados Unidos    |
| VII  | 2012 | Henderson ( Estados Unidos)     | Leanda Cave Reino Unido          | Kelly Williamson Estados Unidos | Heather Jackson Estados Unidos  |
| VIII | 2013 | Henderson ( Estados Unidos)     | Melissa Hauschildt Australia     | Heather Jackson Estados Unidos  | Annabel Luxford Australia       |
| IX   | 2014 | Mont-Tremblant · ( Canadá)      | Daniela Ryf · Suiza              | Jodie Swallow Reino Unido       | Heather Wurtele · Canadá        |
| X    | 2015 | Zell am See · ( Austria)        | Daniela Ryf · Suiza              | Heather Wurtele · Canadá        | Anja Beranek · Alemania         |
| XI   | 2016 | Mooloolaba ( Australia)         | Holly Lawrence Reino Unido       | Melissa Hauschildt Australia    | Heather Wurtele · Canadá        |
| XII  | 2017 | Chattanooga ( Estados Unidos)   | Daniela Ryf · Suiza              | Emma Pallant Reino Unido        | Laura Philipp · Alemania        |
| XIII | 2018 | Nelson Mandela Bay ( Sudáfrica) | Daniela Ryf · Suiza              | Lucy Charles Reino Unido        | Anne Haug · Alemania            |
| XIV  | 2019 | Niza ( Francia)                 | Daniela Ryf · Suiza              | Holly Lawrence Reino Unido      | Imogen Simmonds · Suiza         |
| XV   | 2021 | St. George ( Estados Unidos)    | Lucy Charles-Barclay Reino Unido | Jeanni Metzler Sudáfrica        | Taylor Knibb Estados Unidos     |
| XVI  | 2022 | St. George ( Estados Unidos)    | Taylor Knibb Estados Unidos      | Paula Findlay · Canadá          | Emma Pallant-Browne Reino Unido |
| XVII | 2023 | Lahti · ( Finlandia)            | Taylor Knibb Estados Unidos      | Katrina Matthews Reino Unido    | Imogen Simmonds · Suiza         |

## Medallero histórico
- Actualizado hasta Lahti 2023.

| Núm. | País            | Oro | Plata | Bronce | Total |
| ---- | --------------- | --- | ----- | ------ | ----- |
| 1    | Alemania        | 7   | 5     | 4      | 16    |
| 2    | Australia       | 6   | 2     | 5      | 13    |
| 3    | Reino Unido     | 5   | 9     | 5      | 19    |
| 4    | Suiza           | 5   | 1     | 3      | 9     |
| 5    | Estados Unidos  | 4   | 8     | 7      | 19    |
| 6    | Noruega         | 3   | 0     | 0      | 3     |
| 7    | España          | 2   | 0     | 2      | 4     |
| 8    | Canadá          | 1   | 4     | 5      | 10    |
| 9    | Nueva Zelanda   | 1   | 1     | 1      | 3     |
| 10   | Argentina       | 0   | 1     | 0      | 1     |
| 10   | Italia          | 0   | 1     | 0      | 1     |
| 10   | República Checa | 0   | 1     | 0      | 1     |
| 10   | Sudáfrica       | 0   | 1     | 0      | 1     |
| 14   | Dinamarca       | 0   | 0     | 2      | 2     |
|      | TOTAL           | 32  | 32    | 32     | 96    |